# Ferry Pass
Ferry Pass és una concentració de població designada pel cens dels Estats Units a l'estat de Florida. Segons el cens del 2000 tenia 27.176 habitants.

## Demografia
Segons el cens del 2000, Ferry Pass tenia 27.176 habitants, 11.569 habitatges, i 6.686 famílies. La densitat de població era de 745,2 habitants/km².
Dels 11.569 habitatges en un 23,3% hi vivien nens de menys de 18 anys, en un 44,4% hi vivien parelles casades, en un 10,7% dones solteres, i en un 42,2% no eren unitats familiars. En el 32,7% dels habitatges hi vivien persones soles el 10,6% de les quals corresponia a persones de 65 anys o més que vivien soles. El nombre mitjà de persones vivint en cada habitatge era de 2,17 i el nombre mitjà de persones que vivien en cada família era de 2,77.
Per edats la població es repartia de la següent manera: un 18,3% tenia menys de 18 anys, un 13,9% entre 18 i 24, un 28,7% entre 25 i 44, un 21,5% de 45 a 60 i un 17,6% 65 anys o més.
L'edat mediana era de 37 anys. Per cada 100 dones de 18 o més anys hi havia 84,3 homes.
La renda mediana per habitatge era de 38.674 $ i la renda mediana per família de 47.298 $. Els homes tenien una renda mediana de 34.027 $ mentre que les dones 23.892 $. La renda per capita de la població era de 22.165 $. Entorn del 7,7% de les famílies i el 12,1% de la població estaven per davall del llindar de pobresa.

## Poblacions més properes
El següent diagrama mostra les poblacions més properes.